# Sonae
Sonae SGPS is een Portugese handelsonderneming  (Sonae MC e Sonae SR), met dochterondernemingen in de sectoren winkelcentra (Sonae Sierra) en software en informatiesystemen, media en telecommunicatie  (Sonaecom). Met 48.000 medewerkers is het de grootste privé-werkgever van Portugal. Sonae is genoteerd op Euronext Lissabon en maakt deel uit van de PSI-aandelenindex.

## Geschiedenis
De benaming Sonae is een samentrekking van Sociedade Nacional de Estratificados (nationale maatschappij voor meubelpanelen), de kernactiviteit van het in 1959 door Afonso Pinto de Magalhães opgerichte bedrijf.
Na de Anjerrevolutie werd het bedrijf eerst genationaliseerd, en daarna opnieuw geprivatiseerd. In 1982 bood Afonso Pinto de Magalhães 16% van Sonae aan Belmiro de Azevedo, die na het overlijden van de Magalhães de controle over de onderneming verwierf. Kort daarna begon Sonae zijn expansie, met notering op de beurs te Lissabon. Expansie betekende ook diversificatie, onder meer met de hypermarkt-keten Continente, Hotel Porto Sheraton (nu Porto Palácio Hotel), reisbureau Star, en Sonae-winkelcentra in Portimão en Albufeira). Ook in het buitenland werd geïnvesteerd in een vijftigtal winkelcentra (in o.m. Brazilië, Duitsland, Griekenland, Italië, Portugal, Roemenië en Spanje).

## Structuur
De groep Sonae heeft participaties in allerlei sectoren, en bestaat anno 2022 uit een aantal subholdings en dochterondernemingen, waaronder:
- MC (aandelenbelang: 75%): supermarkten/voeding
- Worten (100%): huishoudapparaten, consumentenelektronica, mobiele telefoons
- Sierra (90%): winkelcentra in binnen- en buitenland, samen met Britse investeringsgroep Grosvenor
- Zeitreel (100%): kleding
- Universo (100%): financiële dienstverlening
- NOS (35%): telecommunicatie
- Bright Pixel (90%): informatietechnologie
- Iberian Sports Retail Group (ISRG, 30%): sportartikelen